# بیارن پترشن
بیارن پترشن (انگلیسی: Bjarne Pettersen; ۸ ژوئن ۱۸۹۱ – ۱۴ دسامبر ۱۹۸۳) ژیمناست هنری اهل نروژ بود.